# Institut Nacional d'Al·lèrgies i Malalties Infeccioses (EUA)
El National Institute of Allergy and Infectious Diseases (NIAID, traduït com Institut Nacional d'Al·lèrgies i Malalties Infeccioses) és un dels 27 instituts i centres que formen els Instituts Nacionals de Salut (NIH), una agència del Departament de Salut i Serveis Humans dels Estats Units. La missió del NIAID és dur a terme investigacions bàsiques i aplicades per comprendre, tractar i prevenir millor les malalties infeccioses i immunitàries (i, entre aquestes últimes, específicament les al·lèrgiques).
El NIAID té laboratoris interns a Maryland i Hamilton, Montana, i finança la investigació realitzada per científics d’institucions dels Estats Units i de tot el món. El NIAID també treballa estretament amb socis acadèmics, industrials, governamentals i organitzacions no governamentals en esforços polifacètics i multidisciplinars per fer front a reptes emergents de salut com el virus pandèmic H1N1/09 i la pandèmia de COVID-19.